# Polinômio mínimo
O polinômio mínimo ou polinômio minimal de α é o polinômio mônico de menor grau que satisfaz p(α) = 0.
- Em álgebra linear, temos o polinômio mínimo de um operador linear ou de uma matriz quadrada.
- Na teoria dos corpos, temos o polinômio mínimo de um elemento α algébrico sobre um corpo K.

Em álgebra linear, seja A uma matriz {\displaystyle n\times n}. O teorema de Cayley-Hamilton garante que pA(t)=det(tI-A), o polinômio característico, satisfaz p(A)=0. Este polinômio é mônico e tem grau=n. Entretanto, para algumas matrizes A é possível ter polinômios de grau menor (não-nulos, claro) com a mesma propriedade. O (único) polinômio mônico de grau menor com a mesma propriedade é chamado o polinômio mínimo de A, denotado pm(t).
O polinômio mínimo de A pode ser caracterizado em duas maneiras equivalentes:
1. Em termos da forma de Jordan J de A. Seja J1 a matriz de Jordan obtida por J apagando todas as células exceto a  maior célula para cada autovalor. Então pm(t)=det(tI-J1).
2. Em termos de multiplicidades algébricas. Sejam λi os autovalores de A, e para cada λi sejam mi1 ≥ mi2 ≥... suas multiplicidades. Então, pm(t) é o produto dos polinômios (t-λi)mi1.

A matriz A é chamada não-derogatória se pA=pm, ou seja, cada autovalor só tem uma multiplicidade algébrica não-nula. Pode-se mostrar que A é não-derogatória se e somente se ela é similar a uma matriz companheira (antigamente chamada forma canônica racional).